# Claudia Rath (Schriftstellerin)
Claudia Rath (* 1964 in Wuppertal) ist eine deutsche Schriftstellerin. Sie veröffentlichte eine Reihe von Romanen und  zudem auch Erzählungen und kabarettistische Texte in deutscher Sprache.
Rath studierte Sozialarbeit und arbeitete einige Jahre in diesem Beruf. Später begann sie ein Studium der Philosophie,  Psychologie und Soziologie, widmete sich jedoch ab 1997 ihrer Tätigkeit  als Schriftstellerin. Dabei lebte sie zunächst mit ihrer Gefährtin am Rande des Ruhrgebiets und zog später nach Ostfriesland.
Ihr erster Roman  Die Midlandprophezeiung wurde im Jahr 2000 veröffentlicht. Er ist der erste der sechs Fantasy-Romane ihrer Midland-Saga, deren mittelalterlich anmutende, magische Welt neben Tieren, Fabelwesen und den  monströsen, alles bedrohenden  Worraks  ausschließlich von Frauen bevölkert wird und  deren  menschlicher Kosmos ohne feste zweigeteilte Geschlechterordnung auskommt. Ihr 2003 erschienenes Buch Eine geheime Geschichte ist ein psychologischer Beziehungsroman, der das tabuisierte Thema Gewalt in lesbischen Beziehungen aufgreift. Ihr 2007 veröffentlichter und bislang letzter Roman Spur zum Fjord, in dem ebenfalls die lesbische Liebe der Hauptpersonen eine Rolle spielt, handelt von selbsternannten Gurus und dem Geschäft mit menschlichen Sehnsüchten und trägt krimiartige Züge.

## Werke
- Spur zum Fjord. Krug & Schadenberg, Berlin 2007, ISBN 978-3-930041-56-5.
- Reise nach Yandrala. Milena-Verlag, Wien 2004, ISBN 3-85286-122-5.
- Eine geheime Geschichte. Milena-Verlag, Wien 2003, ISBN 3-85286-115-2.
- Der Weltenbaum. Milena-Verlag, Wien 2002, ISBN 3-85286-099-7.
- Midlands Mummenschanz. Milena-Verlag, Wien 2001, ISBN 3-85286-090-3.
- Das Kind der Sterne und der Schlangen. Milena-Verlag, Wien 2001, ISBN 3-85286-084-9.
- Die Schattengeherin. Milena-Verlag, Wien 2000, ISBN 3-85286-081-4.
- Die Midlandprophezeiung. Milena-Verlag, Wien 2000, ISBN 3-85286-077-6.